# ヒューゴ・サルムソン
ヒューゴ・フレドリック・サルムソン（Hugo Fredrik Salmson、1843年7月7日 - 1894年8月1日）は、スウェーデンの画家である。

## 解説
ストックホルムに生まれた。商人の父親の希望にそって商業を学んでいたが、美術に転じた。1861年にスウェーデン王立美術院に入学し、美術を学び、1867年に、留学の奨学金が与えられるロイヤル・メダルを受賞した。
コペンハーゲンやデュッセルドルフで学んだ後、パリを訪れ、16世紀や17世紀の作品を模写して修行した。1868年にパリにスタジオを作った。普仏戦争が始まったことにより数ヶ月、ベルギーに避難したが、パリを拠点とした。1870年からサロン・ド・パリに、毎回出展するようになった。後に、北欧の芸術家が多く集まるようになった北フランス地域を何度か訪れた。
スウェーデンでは王立美術院のメンバーに選ばれ、製作のためにスコーネ地方を訪れた時には、画家、美術品収集家として知られている、スウェーデンのエウシェン王子を教えた。
晩年はうつ病を患い、ルンドのホテルで没したのは自殺であったとされている。
フランスのパリ郊外のグレー＝シュル＝ロワンは芸術家の集まる村として知られ、1880年代は特に北欧の画家が多く集まっていた。それに先立つ1874年、サルムソンが村に滞在したが、それはごく短い期間であったという。

## 主な作品

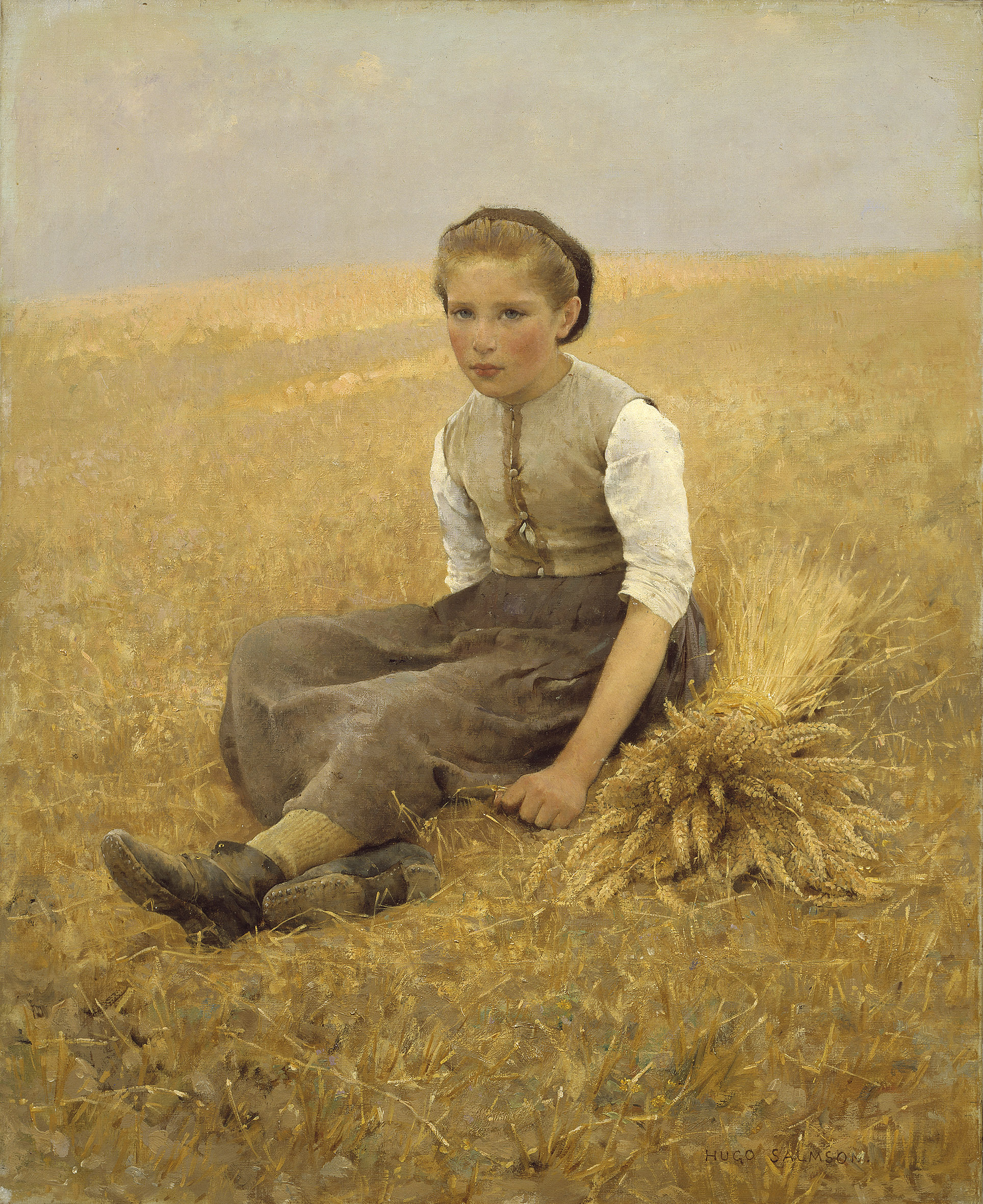
Den lilla axplockerskan
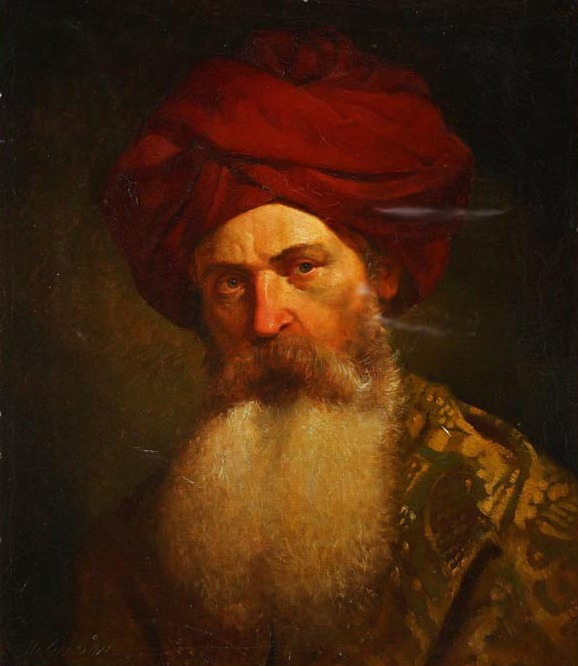
En man med turban
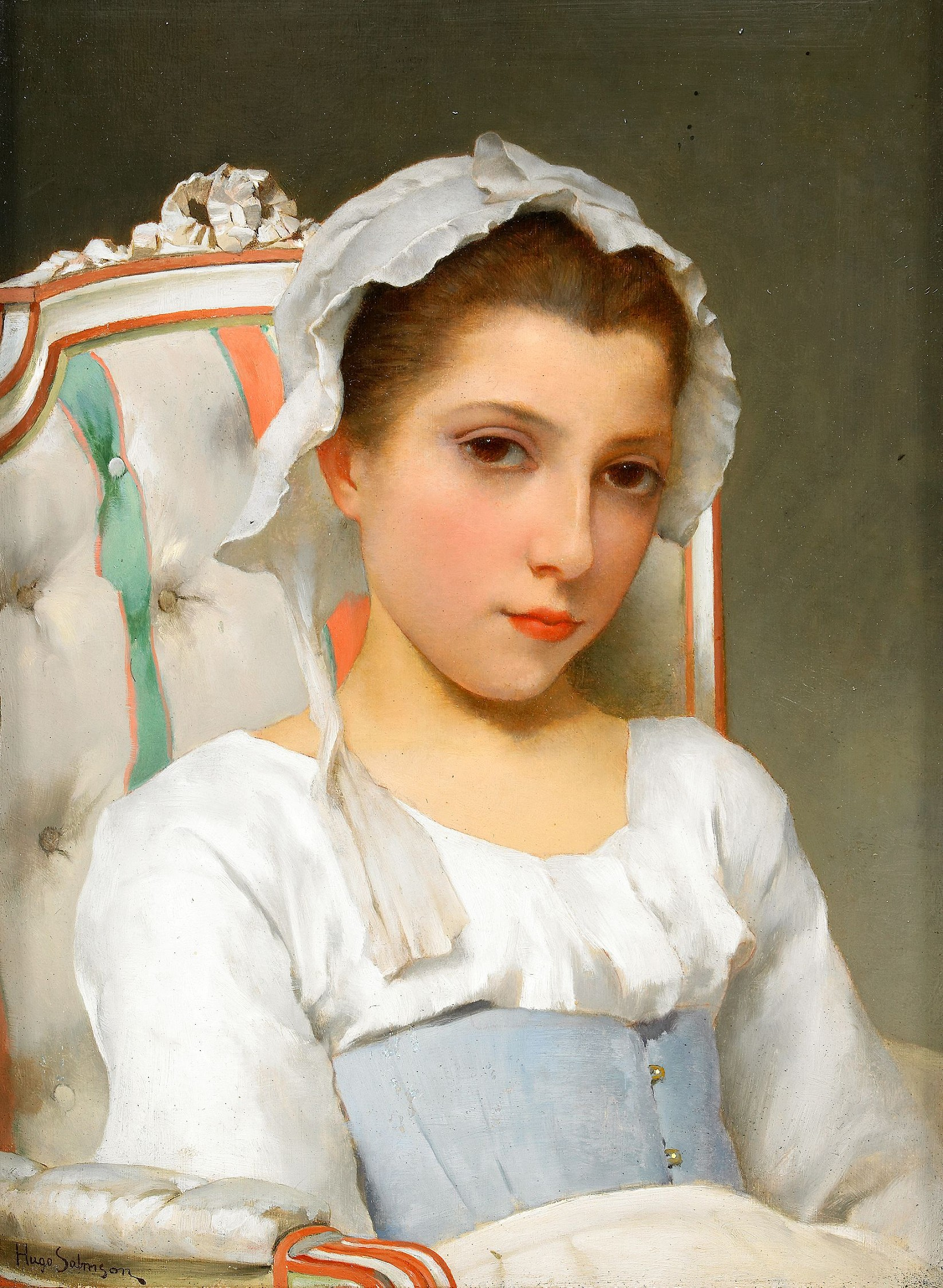
Porträtt av ung flicka
グスタフ1世と王妃カタリーナ

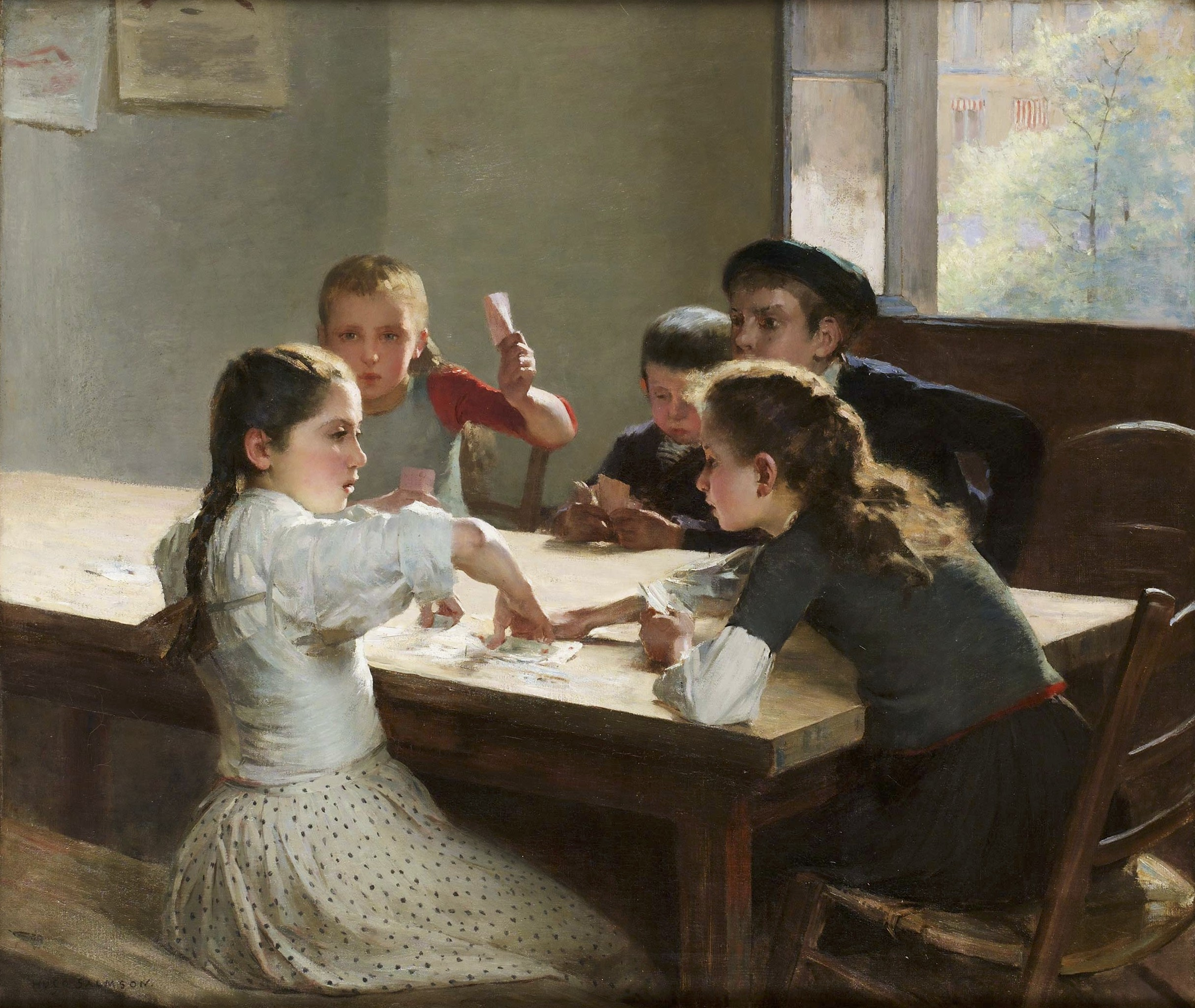
トランプする子供たち
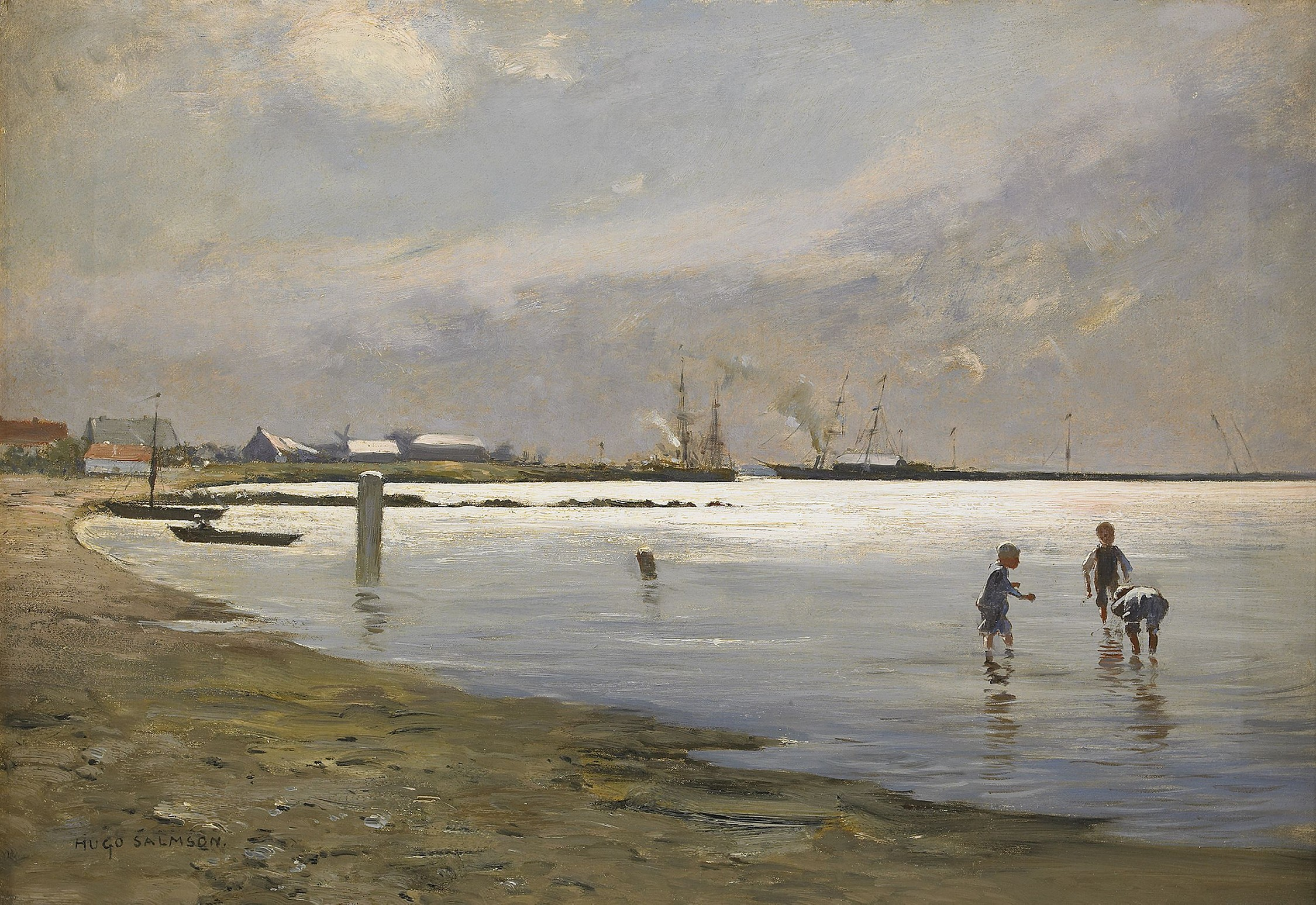
Lekande pojkar i vattenbrynet - motiv från Trelleborgs hamn
花摘み